# Josep Maria Tous i Maroto
Josep Maria Tous i Maroto (Palma, Mallorca, 1870 — Palma, Mallorca, 1949) fou escriptor, dramaturg i poeta.
Llicenciat en Filosofia i Lletres a Barcelona i amb estudis d'arxivística i dret. Va ser funcionari de la Diputació Provincial de les Illes Balears i de l'Ajuntament de Palma. Fou professor a l'Institut Balear i arxiver de l'Ajuntament de Palma. Col·laborà a Es Ca d'Inca, Catalunya, Migjorn i altres publicacions. Com a poeta començà conreant la poesia en castellà. Participà sovint als Jocs Florals de Barcelona. Fou premiat amb l'Englantina d'or el 1907 per Salobroses i el 1919 per Davant d'un antic pergamí, i amb la Viola d'or i d'argent el 1920 per La lletania dels rosers. Havent guanyat els tres premis ordinaris fou proclamat Mestre en Gai Saber l'any 1920.
Tot i la seva producció poètica, la seva aportació més destacada són les seves obres teatrals. Típiques representants del teatre costumista mallorquí de caràcter ciutadà, aconseguiren un gran èxit popular. El juliol de 1936 es va adherir amb entusiasme a la revolta militar i durant la Guerra Civil va publicar tot un seguit de poesies patriòtiques recollides en part a Al despertar de España (1940). L'any 1962 l'Ajuntament de Palma el proclamà fill il·lustre i li dedicà un carrer.

## Obra

### Poesia
- Flors d'ametller (1903), recull
- Instantànies (1904), recull
- Al despertar de España (1940), amb pròleg de José Maria Pemán

Poemes presentats als Jocs Florals de Barcelona
- Salobroses (1907), premi de l'Englantina d'or
- Crepuscle (1912), 2n accèssit a l'Englantina d'or[3]
- Devant un antic pergamí (1919), premi de l'Englantina d'or[4]
- La lletania dels rosers (1920), premi de la Viola d'or i d'argent
- Cavaller, bon cavaller (1920), accèssit a premi ordinari
- Joies (1921)[5]
- Joies i flors (1922), accèssit a premi ordinari
- Lloança a l'ermita. Valldemossa (1933 i 1934)[6]

### Teatre
- Mestre Lau es Taconer (estrenada el 1933 i publicada el 1947)
- Es nirvis de sa neboda (1934, publicada el 1947)
- El tio de l'Havana (1934, publicada el 1947)
- Ara ve s'avion (1948), basada en episodis de la guerra civil

### Biografies
- Manuela de los Herreros (1912)
- Joan Alcover (1926)

### Obres en castellà
- De la isla dorada (1912)
- Bosquejos de antaño (1922)
- Guía de la Isla de Oro (1933)